# Monte Moldoveanu
Il Monte Moldoveanu (2.544 m s.l.m. - in rumeno Vârful Moldoveanu) è la montagna più alta della Romania. Si trova nei Monti Făgăraș, monti appartenenti alle Alpi Transilvaniche dei Carpazi. Dal punto di vista amministrativo appartiene al Distretto di Argeș anche se la città più vicina è Victoria situata nel Distretto di Brașov a nord della montagna.